# Prudkí (Volgograd)
|  | Per a altres significats, vegeu «Prudkí». |

Prudkí (en rus: Прудки) és un poble (un khútor) de l'óblast de Volgograd, a Rússia, segons el cens del 2010 tenia 62 habitants.